# Melomys cervinipes
Melomys cervinipes és una espècie de mamífer rosegador de la família dels múrids. Són rosegadors de mitjanes dimensions, amb una llargada de cap a gropa de 100 a 200 mm, una cua de 115 e 200 mm, i un pes de fins a 110 g. És una espècie nocturna i arborícola, que s'alimenta de fulles, brots i fruita. Es troba exclusivament a Austràlia, a la costa de Queensland i de la Nova Gal·les del Sud septentrional i central.